# Pembrokeshire
Pembrokeshire (walisisk: Sir Benfro) er et hovedområde i det sydvestlige Wales. Det grænser op til Carmarthenshire mod øst, Ceredigion mod nordøst og resten er omkranset af havet. Countiet rummer Pembrokeshire Coast National Park, der er den eneste nationalpark i Storbritannien, som primært er etableret ved kysten. Parken omfatter mere end en tredjedel af Pembrokeshire og inkluderer Preseli Hills mod nord samt den ca. 310 km lange Pembrokeshire Coast Path.
Pembrokeshire County Councils adminstrative centrum ligger i Haverfordwest, der er også er Pembrokeshires county town. Countiet havde et befolkningstal på 122.439 i 2011, hvilket var 7,2% højere end de 114.131 ved folketællingen i 2001. Andre byer i countiet tæller Pembroke, Pembroke Dock, Milford Haven, Fishguard, Tenby, Narberth, Neyland og Newport. I den vestlige del af countiet ligger St Davids der er Storbritanniens mindste city både i udbredelse og indbyggertal (1.841 i 2011). Saundersfoot er den største landsby med over 2.500 indbyggere.
Historisk har minedrift og fiskeri været en vigtig del af områdets industri, men i dag er landbrug (omkring 86% af jorden bruges til landbrug), olie og gas samt turisme vigtige indtægtskilder for Pembrokeshire. Strandene i countiet har vundet mange priser.
En del af de sten, som er blevet brugt til opførslen af Stonehenge i Wiltshire, England, stammer sandsynligvis fra Pembrokeshire.